# Clopidogrel
Le clopidogrel est un médicament antiagrégant plaquettaire par antagonisme aux récepteurs plaquettaires de l'adénosine diphosphate, appartenant à la classe des thiénopyridines. Il est commercialisé par Bristol-Myers Squibb et Sanofi sous la marque Plavix, par Sun Pharmaceutical sous le nom de marque Clopilet, par Ranbaxy Laboratories sous le nom de Ceruvin. Il consiste en un énantiomère S dextrogyre. Il a été génériqué en France en 2010.

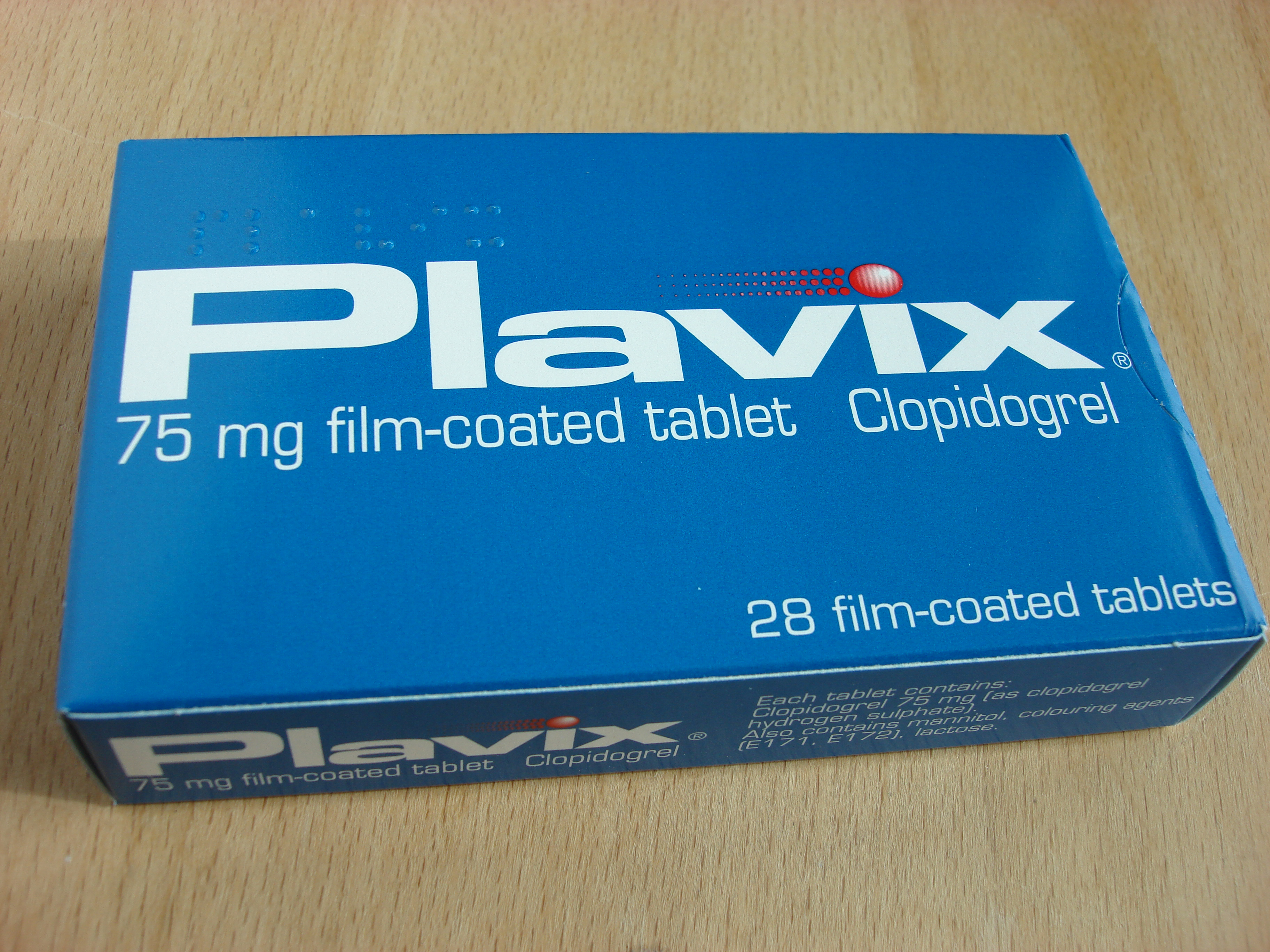
Paquet de clopidogrel, sous la marque Plavix.

## Métabolisme
Il s'agit d'une prodrogue, la molécule nécessitant d'être métabolisée par le cytochrome p450 pour être efficace. Plusieurs familles de ce cytochrome interviennent dans le métabolisme de cette molécule, les plus importants, au niveau fonctionnel étant le CYP3A4 et le CYP2C19.
Le retour à une activité plaquettaire correcte requiert un arrêt de cinq jours du médicament.

## Mode d'action
Le métabolite de clopidogrel se fixe de manière irréversible par deux ponts disulfures sur les récepteurs à l'adénosine diphosphate de type P2Y12 sur les plaquettes sanguines, permettant d'inhiber l'agrégation de ces dernières.

## Indications
Le clopidogrel est donné, en règle, en association avec de l'aspirine, son utilisation comme seul antiagrégant n'ayant que peu été évaluée.
Ses indications sont : 
- la prévention d'accident thrombo-embolique artériel tel l'infarctus du myocarde et l'artériopathie oblitérante des membres inférieurs.
- le  traitement de l'infarctus du myocarde[5].
- la prévention de sténose ou de thrombose de stent. La durée de la double antiagrégation plaquettaire est discutée et dépend du type de stent. Pour les stents actifs, la durée habituelle est de un an, même s'il semble pouvoir être raccourci à six mois dans les cas des stents actifs de deuxième génération, sans risque augmenté de thrombose[6]. À la fin de cette double antiagrégation, un traitement par aspirine seul est institué. Une alternative pourrait être, néanmoins, la prescription du clopidogrel en monothérapie de manière prolongée, mieux toléré, avec moins d'accidents cardiaques ou hémorragiques qu'avec l'aspirine[7],[8].

Lors d'un accident vasculaire cérébral, l'ajout du clopidogrel à l'aspirine ne permet pas de réduire le risque de récidive et augmente le risque hémorragique. Cette association comporte néanmoins un intérêt en cas d'accident ischémique transitoire ou d'accident neurologique de petite taille.

## Interactions médicamenteuses
Certains inhibiteurs de la pompe à protons (IPP) diminuent significativement l'inhibition plaquettaire provoquée par le clopidogrel. C'est le cas notamment avec l'oméprazole, mais pas du pantoprazole ni de l'ésoméprazole. L'activité inhibitrice des IPP sur le cytochrome CYP2C19, qui active le clopidogrel, explique l’existence de cette interaction. Cependant en pratique, le risque d'une telle association reste discutée, certaines études ne semblant pas révéler de problèmes, d'autres mettant en évidence un effet délétère, quel que soit l'inhibiteur utilisé. Cet effet négatif pourrait être davantage lié au terrain  qu'à la prise d'inhibiteurs de la pompe à protons puisqu'il est également retrouvé en cas d'emploi de ticagrelor, l'activité de ce dernier n'étant pas influencé par la prise d'IPP. 
Les inhibiteurs calciques sont métabolisés par le même cytochrome que le clopidogrel. Ainsi la prescription d'un inhibiteur calcique diminue l'action sur les plaquettes du clopidogrel, mais, semble-t-il, sans conséquence pratique.
Certaines statines (dont l'atorvastatine et la simvastatine mais pas la pravastatine ni la rosuvastatine) se fixent fortement sur le cytochrome de type CYP3A4 que requiert le clopidogrel pour son activation. Ainsi l'atorvastatine diminuerait l'efficacité biologique de ce dernier, sans que l'on puisse démontrer que cela influe sur l'efficacité clinique.
D'autres médicaments interagissent avec les différents cytochromes nécessaire à la formation du métabolite actif du clopidogrel et peuvent donc potentiellement en changer l'efficacité. Le kétoconazole pourrait ainsi en diminuer l'action et la rifampicine l'augmenter. De même, le tabagisme active le cytochrome CYP1A2 et pourrait, par ce biais, augmenter le risque hémorragique du clopidogrel. Le millepertuis perforé agirait dans le même sens, cette fois ci par l'augmentation de l'activité du cytochrome CYP3A4.
De même, la morphine pourrait diminuer son absorption et retarder ou diminuer son action par un mécanisme inconnu, avec des conséquences sur l'évolution à court terme des patients traités par ces deux médicaments lors d'un syndrome coronarien aigu.

## Variations de l'activité selon le patient

### Génétique
Outre les problèmes d'interactions médicamenteuses, certains patients sont moins répondeurs au clopidogrel que le reste de la population. Ce sont ceux, en particulier, qui sont porteurs d'un polymorphisme sur le gène codant le récepteur plaquettaire P2Y12, ou ceux qui ont un allèle moins actif de la forme CYP2C19 du cytochrome p450. Dans ce dernier cas, le risque d'accidents cardiaques est sensiblement majoré, avec une augmentation du taux de thrombose de stent.
Le gène CYP2C19 possède plusieurs allèles : le CYP2C19*1 est la forme active, le CYP2C19*2 est une forme inactive, d'autres codant des protéines d'activité intermédiaire. Le métabolisme du clopidogrel dépend, en partie, de la présence de un ou deux allèles déficients. Un allèle de type CYP2C19*2 est présent chez un Chinois sur 2, un tiers des Afro-américains et un quart de la population blanche. L'importance clinique de ce gène semble cependant discutée, l'efficacité du médicament semblant parfois être indépendante du type d'allèle, parfois non.
D'autres gènes et protéines interviennent, de façon moins importante, dans le métabolisme de la molécule : ABCB1 codant une protéine intervenant dans le transport du médicament. Le variant 3435 TT de ce gène entraînerait une moindre efficacité du clopidogrel et un risque augmenté d'accidents cardiaques. Ce variant ne changerait par contre pas l'action du prasugrel et du ticagrelor. Les CYP3A4 et CYP3A5 de la classe des cytochromes interviennent également, de même que le récepteur P2Y12, même si ce dernier ne semble pas, dans ce cas, avoir de conséquence clinique notable.
Des tests génétiques, ciblés sur la recherche des allèles du CYP2C19 peuvent être faits, existent mais ont un coût non négligeable. Une alternative est de tester directement l’agrégation des plaquettes chez un individu considéré. Ils ne sont pas faits de manière systématique. En cas de résistance avérée à la molécule, une augmentation des doses peut être faite, ou un changement pour une autre molécule (Prasugrel ou Ticagrelor par exemple). Cette augmentation de dose se révèle efficace pour les hétérozygotes au CYP2C19 mais inutile chez les homozygotes, où seul un changement de médicament peut être envisagé.
Ce paramètre génétique n'explique en fait qu'une petite partie (environ 5 %) de la variabilité de l'efficacité du clopidogrel.

### Autres
Le bénéfice du clopidogrel dans les suites d'un syndrome coronarien aigu semble limité chez le patient non fumeur,. L'influence positive du tabac est également suspectée pour d'autres antiagrégants comme le prasugrel et le ticagrelor dont la supériorité par rapport au clopidogrel ne devient plus que marginale chez le non fumeur. La raison n'en est pas claire. Il semble que l'effet anti-aggrégant plaquettaire de la molécule soit supérieur chez le fumeur possiblement par activation du cytochrome p450 de type CYP1A2, nécessaire au métabolisme du clopidogrel.
La présence d'un diabète sucré semble également diminuer l'efficacité de la molécule, probablement par perturbation de sa pharmacocinétique.

## Commercialisation
Le clopidogrel est commercialisé en tant que spécialité princeps par le laboratoire Sanofi  en Europe, et par le laboratoire Bristol-Myers-Squibb en Amérique, notamment aux États-Unis. 
En ce qui concerne le chiffre d'affaires, il s'agit du second médicament le plus vendu au monde (après le Tahor de Pfizer) avec 6,583 milliards d'euros. Il est disponible sous forme de médicament générique depuis fin 2009.

## Controverse
L'intérêt du Clopidogrel, particulièrement sous la marque Plavix, a été remis en cause par Philippe Even et par le directeur de publication de la revue Prescrire dans un documentaire sur l'industrie pharmaceutique. Ceux-ci estiment qu'il ne serait pas plus efficace que l'aspirine pour la plupart de ses indications, tout en étant vendu 27 fois plus cher et pris en charge par la sécurité sociale. Celle-ci aurait remboursé pour ce médicament 401 millions d'euros sur l'année 2007. On note toutefois que la même revue Prescrire  reconnaît en 2007 que l'association du clopidogrel à l'aspirine est plus efficace que l'aspirine seule mais que ce gain d'efficacité est jugée marginal. Ces deux documents ne critiquent les données que dans les suites d'un infarctus du myocarde et non pas après une angioplastie coronaire, indication où le clopidogrel n'est guère discutée, la somme remboursée citée ne distinguant naturellement pas les indications indiscutables et celles qui ne sont pas.